# レンシス・リッカート
レンシス・リッカート（Rensis Likert、1903年8月5日 - 1981年9月3日）は、アメリカ合衆国の社会心理学者。

## 経歴
社会調査法において有名なリッカート尺度の研究により、1932年にコロンビア大学からDoctor of Philosophyの学位を得た後、ニューヨーク大学に勤務。1946年、ミシガン大学の教授となり、同大学に社会調査センターを創設。社会調査センターは、1948年にクルト・レヴィンが設立したマサチューセッツ工科大学の集団力学研究センターと併合して社会調査研究所に改組する。リッカートは1970年にミシガン大学を退官するまで所長を務めており、ミシガン学派と呼ばれる研究者グループの中心にあったのがこの社会調査研究所である。退官後は、レンシス・リッカート研究所を主宰し、アメリカ統計協会会長、アメリカ心理学会理事、国際応用心理学会委員も歴任している。